# Baja California (Oaxaca)
Baja California es una comunidad en el municipio de San Mateo Yucutindoo en el estado de Oaxaca. Baja California está a 1119 metros de altitud.

## Geografía
Está ubicada a 16° 26' 39.84" latitud norte y 97° 17' 43.08" longitud oeste.

## Población
Según el censo de población de INEGI del 2010: la comunidad cuenta con una población total de 352 habitantes, de los cuales 177 son mujeres y 175 son hombres. Del total de la población 0 personas hablan alguna lengua indígena.

## Ocupación
El total de la población económicamente activa es de 59 habitantes, de los cuales 55 son hombres y 4 son mujeres.